# 三吉彩花
三吉 彩花（みよし あやか、1996年〈平成8年〉6月18日 - ）は、日本のファッションモデル、女優。女性アイドルグループさくら学院の元メンバー。
埼玉県川越市出身。アミューズ所属。

## 略歴
Sugar&Spiceに所属。小学1年生で読者モデルとなり、小学3年生の時に原宿でスカウトされて現在の事務所アミューズに所属。
『ニコ☆プチ』の事務所オーディションに合格し、『nicola』2008年7月号の別冊「2008年ニコ☆プチ夏号」に初登場する。
2010年6月号の『ニコ☆プチ』をもって、専属モデル（プチモ）を卒業。
2010年4月にアミューズのキッズ事業室から「開校」したアイドルグループ『さくら学院』の初期メンバーとして活動開始。
2010年8月18日、ミスセブンティーン2010に合格し、『Seventeen』の専属モデルとなる。
2012年3月25日、義務教育終了に伴い、『さくら学院』を卒業。映画『グッモーエビアン!』、『旅立ちの島唄〜十五の春〜』（映画初主演作）の演技が評価され、第67回毎日映画コンクールおよび第35回ヨコハマ映画祭で新人賞を受賞。
2015年10月スタートの『エンジェル・ハート』（日本テレビ）で連続ドラマ初ヒロインを務める。
2017年6月30日、11月号をもって『Seventeen』専属モデルを卒業することを発表。8月24日、パシフィコ横浜・国立大ホールで開催された「Seventeen 夏の学園祭2017」において卒業式が行われた。
2018年4月16日発売の『週刊プレイボーイ』18号にて、初めて男性誌の表紙・巻頭グラビアを飾った。
2019年、主演作『ダンスウィズミー』が第22回上海国際映画祭ガラ上映部門（特別招待枠）のオープニング作品に選ばれる。上映の際の舞台挨拶には三吉も出席し、レッドカーペットデビューを果たした。
2020年、舞台初出演として予定されていた『母を逃がす』が、新型コロナウイルスの感染拡大を受け上演中止となる。
2021年、山田孝之がプロデュースした短編映画製作プロジェクト『MIRRORLIAR FILMS』Season1の中の1本『inside you』で映画監督に初挑戦。
2022年、「ティファニー」の日本初のブランドアンバサダーに就任した。
2024年6月、TikTok TOHO Film Festival 2024の公式アンバサダーに就任した。
2024年10月6日、「アジアコンテンツアワード＆グローバルOTTアワード2024」でライジングスター賞を受賞した。

## 人物
- 特技はダンス。
- 一人っ子である[18]。
- 視力が悪い。
- E-girlsの武部柚那と親交があり[19][注 1]、E-girlsのファンである[20]。乃木坂46のファンでもあり、メンバーの白石麻衣のファンでもある[21][注 2]。
- 『逃走中』（フジテレビ）の大ファン。2020年8月30日の回に初参加し、ゲーム終了後に行われたお小遣いステージにも参加した。
- モデル仲間で仲の良い江野沢愛美とコンビを組む際は、"みよまな"と[22]、中条あやみとコンビを組む際は、"みよぽー"と[23]、さくら学院の同期でもある松井愛莉とコンビを組む際は、"みよまつ"と称する[24]。特に江野沢とのコンビは2人で腕を組み合わせハートマークを作るポーズの生みの親であり、ファンの間では「みよまなポーズ」と称されている[25]。同じ事務所の八木アリサとも仲が良い[26]。
- 2023年にプライムビデオで独占公開された映画・「ナックルガール」に主演するにあたり、主人公・蘭を演じるための役作りとして、本格的な筋力トレーニングに半年を費やし、立ち回りや受け身などといったアクションシーンの練習にも尽力したという[27]。
- 韓国語を流暢に話せる[28]。

## 出演

### ランウェイ
- 神戸コレクション
  - 神戸コレクション 2014 AUTUMN/WINTER（2014年）
  - 神戸コレクション 2015 SPRING/SUMMER（2015年）
  - 神戸コレクション 2016 AUTUMN/WINTER（2016年）
  - 神戸コレクション 2017 SPRING/SUMMER（2017年）
  - 神戸コレクション 2018 SPRING/SUMMER（2018年）
- 東京ガールズコレクション
  - 東京ガールズコレクション 2014 AUTUMN/WINTER（2014年）
  - 東京ガールズコレクション 2015 SPRING/SUMMER（2015年）
  - 東京ガールズコレクション 2015 AUTUMN/WINTER（2015年）
  - 東京ガールズコレクション 2016 AUTUMN/WINTER（2016年）
  - 東京ガールズコレクション 2017 SPRING/SUMMER（2017年）
  - 東京ガールズコレクション 2018 SPRING/SUMMER（2018年）
  - 東京ガールズコレクション 2019 SPRING/SUMMER（2019年）
  - 東京ガールズコレクション 2019 AUTUMN/WINTER（2019年）
  - 東京ガールズコレクション 2020 SPRING/SUMMER（2020年）
  - 東京ガールズコレクション 2020 AUTUMN/WINTER（2020年）
  - 東京ガールズコレクション 2023 AUTUMN/WINTER（2023年9月2日、さいたまスーパーアリーナ）[29]
- 東京ランウェイ
  - 東京ランウェイ 2014 AUTUMN/WINTER（2014年）
  - 東京ランウェイ 2015 SPRING/SUMMER（2015年）
- 札幌コレクション
  - 札幌コレクション 2015
  - SPRING/SUMMER（2015年）
  - SPRING/SUMMER（2017年）
- ミラノコレクション
  - ミラノコレクション 2019春夏
    - ドルチェ&ガッバーナ
- GirlsAward
  - GirlsAward 2014 AUTUMN/WINTER（2014年）[30]
  - GirlsAward 2015 SPRING/SUMMER（2015年）[31]
  - GirlsAward 2015 AUTUMN/WINTER（2015年）[32]
  - GirlsAward 2016 SPRING/SUMMER（2016年）[33]
  - GirlsAward 2016 AUTUMN/WINTER（2016年）
- 関西コレクション 2015 SPRING/SUMMER（2015年）
- 福岡アジアコレクション 2015 SPRING/SUMMER（2015年）
- 東北ドリームコレクション 2015 AUTUMN/WINTER（2015年）

### イベント
- Seventeen 夏の学園祭2010（2010年8月18日）
  - 夏の学園祭2011（2011年8月30日）
  - 夏の学園祭2012（2012年8月24日）
  - 夏の学園祭2013（2013年8月23日）
  - 夏の学園祭2014（2014年8月21日）
  - 夏の学園祭2015（2015年8月25日）
  - 夏の学園祭2016（2016年8月23日）
  - 夏の学園祭2017（2017年8月24日）
- みよまつ Happy Halloweeeen!! 〜ふたりのtrick ❤ 秘密のtalk〜（2015年10月31日）[34]
- さくら学院 5th Anniversary LIVE 〜for you〜（2015年12月6日）サプライズゲスト出演[35]
- メンズノンノフェス2016（2016年11月10日）[36]

### ライブイベント
- 花Sacas × ニコ☆プチ T☆LOVE COLLECTION（2009年3月29日）
- TOKYO IDOL FESTIVAL 2010（2010年8月7日・8日）
- AMUSE PRESENTS SUPER HANDSOME W LIVE “HANDSOME” is not just for men.（2022年3月8日、Bunkamura オーチャードホール）[37][38]

### スチール・広告
- キヤノンプリンター（2004年）
- ユニクロ（2005年）
- 大京ライオンズシティ
- SUNTORY なっちゃんオレンジ 7代目「なっちゃん」（2011年 - 2012年）[39][40]
- 社団法人日本損害保険協会 / 消防庁 全国統一防火標語 防火ポスター（2012年）[41][42]
- 建設業労働災害防止協会 / 厚生労働省 年末年始労災防止ポスター（2013年 - 2014年）
- マイナビ イメージキャラクター（2019年）
- 軽井沢プリンスショッピングプラザ（2020年）
- マックスファクター『SK-II』（2022年 - ）

### テレビドラマ
- 新キッズ・ウォー2（2006年、TBS）
- オトコの子育て（2007年10月26日 - 12月14日、テレビ朝日 / 朝日放送） - 原田千里 役
- 夢の見つけ方教えたる!（2008年3月8日、フジテレビ） - 沢田マヤ 役
- Pocky 4 Sisters! 出せない手紙編 「ヒミツの約束」（2008年12月27日、BS-i） - 宮下サリ 役
- 誘拐 KIDNAPPING（2009年8月2日、WOWOW） - 佐山百合 役
- 熱海の捜査官（2010年7月30日 - 9月17日、テレビ朝日） - 東雲麻衣 役[43]
- 大切なことはすべて君が教えてくれた 最終話（2011年3月28日、フジテレビ） - 吉村美桜 役
- 高校生レストラン（2011年5月7日 - 7月2日、日本テレビ） - 川瀬真奈美 役
- 理想の息子 第3話 - 最終話（2012年1月28日 - 3月17日、日本テレビ） - 丹波さやか 役
- 東野圭吾ミステリーズ 第8話（2012年8月30日、フジテレビ） - 笠井美代子 役
- 結婚しない（2012年10月11日 - 12月20日、フジテレビ） - 佐倉麻衣 役
- 金田一少年の事件簿 獄門塾殺人事件（2014年1月4日、日本テレビ） - 式部清子 役
- ロストデイズ（2014年1月11日 - 3月15日、フジテレビ） - 立花五月 役
- GTO（2014年7月8日 - 9月16日、関西テレビ） - 宮地めいり 役[44][45]
- エンジェル・ハート（2015年10月11日 - 12月6日、日本テレビ） - 香瑩 役（ヒロイン）[7]
- “青の時代”名曲ドラマシリーズ 荒井由実「ひこうき雲」（2016年3月24日、NHK BSプレミアム） - 真央 役[46]
- 幕末グルメ ブシメシ!（2017年1月10日 - 2月28日、NHK BSプレミアム） - 酒田すず・お松 役（二役）（ヒロイン） 
  - 幕末グルメ ブシメシ!（2017年6月10日 - 7月15日、NHK総合）[47]
  - 幕末グルメ ブシメシ!2（2018年1月10日 - 2月21日、NHK BSプレミアム）
- 視覚探偵 日暮旅人 第5話（2017年2月19日） - 小松原静香 役
- まかない荘2（2017年10月17日 - 12月19日、メ〜テレ） - 主演・風間希 役[48]
- BG〜身辺警護人〜 第3話（2018年2月1日、テレビ朝日） - かのん 役
- 警視庁・捜査一課長2020 第1話（2020年4月9日、テレビ朝日） - 妹尾萩 役
- 俺たちはあぶなくない 〜クールにさぼる刑事たち（2020年9月17日 - 11月5日、MBS） - 宇和佐好江 役（ヒロイン）[49]
- 庶務行員・多加賀主水5（2020年9月24日、テレビ朝日） - 有村塔子 役[50]
- 了不起的女孩（2020年12月21日、中国・江蘇衛視） - 三吉彩花 役
- 怖い絵本 season3「くうきにんげん」（2021年8月18日、NHK Eテレ） - 出演と朗読[51]
- 言霊荘（2021年10月9日 - 12月18日、テレビ朝日） - 阿木紗香 役[52]
- 地球の歩き方 韓国「名物オモニ特集 ソウル〜チェジュ島」編（2024年1月14日 - 28日、テレビ大阪・BSテレビ東京） - 主演・三吉彩花（本人） 役[53]

### Webドラマ
- 今際の国のアリス（Netflix） - 安梨鶴奈 役
  - 今際の国のアリス シーズン1（2020年12月10日） - 安梨鶴奈 役[54]
  - 今際の国のアリス シーズン2（2022年12月22日）[55]
  - 今際の国のアリス シーズン3（2025年9月25日配信予定）[56]
- ある視点～もう一つの言霊荘～  第1.5話（2021年10月9日、ABEMAプレミアム） - 阿木紗香 役

### 映画
- うた魂♪（2008年4月5日、日活） - 荻野かすみ（少女期） 役
- 死にぞこないの青（2008年8月30日、ザナドゥー） - 絵理 役
- ソロコンテスト（2009年7月25日、デジタルSKIPステーション） - 雨水風花 役
- 女の子ものがたり（2009年8月29日、IMJエンタテインメント / エイベックス・エンタテインメント） - きみこ（小学生時代） 役
- 告白（2010年6月5日、東宝） - 土田綾香 役
- グッモーエビアン!（2012年12月15日、ショウゲート） - 広瀬ハツキ 役[57]
- 旅立ちの島唄〜十五の春〜（2013年5月18日、ビターズ・エンド） - 主演・仲里優奈 役[58]
- いぬやしき（2018年4月20日、東宝） - 犬屋敷麻理 役[59]
- ダンスウィズミー（2019年8月16日、ワーナー・ブラザース映画） - 主演・鈴木静香 役[60]
- 犬鳴村（2020年2月7日、東映） - 主演・森田奏 役[61]
- Daughters（2020年9月18日、イオンエンターテイメント） - 主演・堤小春 役[注 3][62]
- 十二単衣を着た悪魔（2020年11月6日、キノフィルムズ） - 弘徽殿女御 役（ヒロイン）[63][64]
- 先生の白い嘘（2024年7月5日、松竹ODS事業室 / イノベーション推進部） - 渕野美奈子 役[65]
- 本心（2024年11月8日、ハピネットファントム・スタジオ） - 三好彩花 役[66]

### Web映画
- ナックルガール（2023年11月2日 - 、Amazon Prime Video） - 主演・橘蘭 役 [67]

### 劇場アニメ
- ONE PIECE FILM GOLD（2016年） - ビット 役[68]

### MV
- Kagrra,「雫〜shizuku〜」（2007年2月14日）
- globe「DEPARTURES」（2016年5月3日）[69]
- 周杰倫（ジェイ・チョウ） with 五月天（メイデイ）阿信（アシン）「泣かないと約束したから／說好不哭」 - YouTube（2019年9月16日）[70]

### 舞台
- Broadway Musical「The PROM」Produced by 地球ゴージャス（2021年、TBS赤坂ACTシアター） - アリッサ 役（ヒロイン）[71]

#### 上演中止
- 母を逃がす（2020年、Bunkamura シアターコクーン） - リク 役（ヒロイン）[12]
  - 5月7日から25日までの上演が予定されていたが、新型コロナウイルスの感染拡大を受け、中止となる[13]。

### バラエティ
- 〜どうぶつ冒険バラエティ〜ワンダ!（2011年10月14日 - 2012年9月7日、テレビ東京）
- メレンゲの気持ち（2014年10月11日 - 2017年10月14日、日本テレビ） - サブMC
- ディズニートラベラー（2017年1月14日 - 6月、ディズニー・チャンネル）

### CM
- 味の素 Cook Do（2006年5月）※ 父親役の木梨憲武、木梨降板後の主演で母親役の安田成美・父親役の近藤芳正らと共演。
- 住友生命保険（2006年10月）
- 三井不動産販売 三井のリハウス（2006年10月）
- バンダイ ふしぎ星の☆ふたご姫（2006年）
- Yes!プリキュア5 ピンキーキャッチュ（2007年1月）
- キッズケータイpapipo!（2007年3月）
- Yes!プリキュア5 ドリームコレット（2007年3月）
- ジョンソン グレート消臭パフパフ （2008年6月）
- スズキ ワゴンR（2009年3月）
- 協和発酵キリン 企業（2009年4月）
- ベネッセコーポレーション 進研ゼミ中学講座（2010年2月）
- オリエンタルランド 東京ディズニーシー 「クリスマス・ウィッシュ」（2010年11月）
- サントリー
  - なっちゃんオレンジ（2011年2月）
  - 企業 「見上げてごらん夜の星を」 / 「上を向いて歩こう」（2011年4月）
- NTTラーニングシステムズ 大学受験倶楽部（2012年10月）
- リクルートジョブズ タウンワーク（2013年2月）
- 資生堂
  - シーブリーズ（2013年2月 - 2015年2月）
  - TSUBAKI（2015年3月 - 2016年8月）
- 森永製菓 ベイク（2013年3月）
- すかいらーく ガスト 秋の食いしん坊フェア（2013年9月）[72]
- はるやま商事 フレッシャーズキャンペーン（2014年2月）
- 朝日新聞社 朝日新聞 2014大学入試PR（2014年7月）
- エースコック Pho・ccori気分（2015年9月）[73]
- ABCマート （2015年12月）
- MARK STYLER「RUNWAY channel」（2016年） ※ WEB CM [74]
- リクルート SUUMO 実家を出る編（2016年1月）
- ユニクロ レーヨンエアリーブラウス（2017年8月）
- マイナビ（2018年2月）「キミのすべて」篇
- Spotify（2018年3月）「今のサントラ・青春の図書館」 編
- JCB QUICPay（2018年11月）
- 中国カシオ（2020年5月）
- スウィート CHANCE（2020年6月）
- Whealthfields Lohmann 「fresh HY ランドリーボール」（2021年5月）
- 湖池屋 湖池屋ストロング（2024年4月）「湖池屋ストロング『五感快感』」篇[75]
- キリンビール KIRIN Premium ジンソーダ 杜の香（2024年8月）「杜の心」篇[76]

## 監督作品
- 『MIRRORLIAR FILMS』Season1「inside you」（2021年9月17日）[14]

## 受賞
- 第67回毎日映画コンクール スポニチグランプリ新人賞（『グッモーエビアン!』）[77]
- 第35回ヨコハマ映画祭 最優秀新人賞（「旅立ちの島唄〜十五の春〜」「グッモーエビアン！」）[78]
- WEIBO Account Festival in Japan 2020 話題女優賞[79]
- アジアコンテンツアワード＆グローバルOTTアワード2024 ライジングスター賞（『地球の歩き方』）[80]
- 第46回ヨコハマ映画祭 助演女優賞（『本心』）[81]

## 書籍

### 雑誌連載
- ニコ☆プチ（2008年夏号 - 2010年6月号、新潮社） - 専属モデル
- Seventeen（2010年10月号 - 2017年11月号、集英社） - 専属モデル

### カバーモデル
- キミとの季節 WINNING SHOT（2014年8月22日、集英社ピンキー文庫）
- キミとの季節 純愛アドヴァンテージ（2015年2月25日、集英社ピンキー文庫）
- キミとの季節 WINNING SHOT（コミカライズ版）（2015年2月25日、マーガレットコミックス）
- 25ansWedding（2018年 - 、講談社） - カバーガール

### 写真集・フォトブック
- わたし（2016年10月25日、文藝春秋、撮影：鈴木心）ISBN 978-4-16-390548-8[82]
- みよしーくれっと（2017年03月17日、集英社）ISBN 978-4-08-780809-4[83]